# Ernst-Ludwig-Schule Bad Nauheim
Die Ernst-Ludwig-Schule (kurz: ELS) ist ein Gymnasium in Bad Nauheim. Die Schule ist eine Ganztagsschule. Sie bietet  einen bilingualen und einen musischen Zweig an.

## Geschichte
Es wurde im Jahre 1905 als Höhere Bürgerschule gegründet und erhielt im Jahre 1909 den Namen Ernst-Ludwig-Schule nach dem damaligen Großherzog Ernst Ludwig von Hessen-Darmstadt. 1914 wurde die Schule in eine Großherzogliche Realschule umgewandelt. 1921 schließlich wurde sie zur Oberrealschule, dem späteren Gymnasium. Seit 1986 befindet sich die Schule in ihrem neuen Gebäude am Solgraben. Die Schule ist seit 2007/2008  eine Ganztagsschule.

## Kultur
An der Schule wurden Musicals und eine Oper aufgeführt:
- 1986: Joseph von Andrew Lloyd Webber
- 1990: John von Martin Stock (Uraufführung)
- 1993: Oliver! von Lionel Bart
- 1997: Der Mann von La Mancha von Mitch Leigh, Dale Wasserman und Joe Darion
- 2008: Cats von Andrew Lloyd Webber
- 2010: Hänsel und Gretel von Engelbert Humperdinck

## Wettbewerbe
Auch in landes- und bundesweiten Wettbewerben wurden Erfolge erzielt, beispielsweise im Mathematik-Wettbewerb des Landes Hessen in der Jahrgangsstufe 8 (drei Landessieger, davon einmal der erste Platz), dem Mathematik-Wettbewerb 11 (ein Landessieger), der Mathematik-Olympiade (einen dritten Platz und eine Anerkennung in der Bundesrunde) oder dem Bundeswettbewerb Mathematik (zweimal den ersten Preis in der zweiten Runde). Im “Generation Euro Students’ Award” der Deutschen Bundesbank in Kooperation mit der Europäischen Zentralbank (EZB) erreichte die Ernst-Ludwig-Schule im Schuljahr 2021/22 den 3. Platz bundesweit.

## Ehemalige
- Markus Hausmann (* 1988), deutscher Mathematiker